# Camille Godelle (homme politique, 1832-1899)
Pour les articles homonymes, voir Godelle.
Camille Godelle, né le 21 octobre 1832 à Guise (Aisne) et mort le 19 mars 1899 à Paris, est un homme politique français.

## Biographie
Fils de Camille Godelle, député de l'Aisne, il est docteur en droit et avocat. Substitut à Châteauroux en 1856, substitut général à Colmar en 1859, il est avocat général à Metz en 1861 et procureur général à Nancy en 1871. En 1874, il est directeur des affaires criminelles et des grâces au ministère de la Justice et conseiller d’État en service extraordinaire. En 1875, il est avocat général à la Cour de cassation. 
Il est élu député de l'Aisne comme candidat conservateur en 1877, mais son élection est invalidée et il perd l'élection partielle qui suit. Il retrouve un siège de député de la Seine de 1879 à 1881. Il est de nouveau député de l'Aisne de 1889 à 1893.

## Sources
- « Camille Godelle (homme politique, 1832-1899) », dans Adolphe Robert et Gaston Cougny, Dictionnaire des parlementaires français, Edgar Bourloton, 1889-1891 [détail de l’édition]
- « Camille Godelle (homme politique, 1832-1899) », dans le Dictionnaire des parlementaires français (1889-1940), sous la direction de Jean Jolly, PUF, 1960 [détail de l’édition]